# Nyarlathotep
Nyarlathotep (también llamado: El Caos Reptante -Crawling Chaos en inglés-) es un dios primordial ideado por el escritor Howard Phillips Lovecraft. Aparece en un gran número de sus relatos y es, al parecer, una gran masa poliposa con una larga excreción roja. No obstante, se caracteriza por adoptar diversas formas según sus pretensiones.
Además de aparecer en el ciclo de relatos de los Mitos de Cthulhu, aparece también en En busca de la ciudad del sol naciente o, más literalmente traducido La búsqueda en sueños de la ignota Kadath (The Dream-quest of unknown Kadath) del mismo H. P. Lovecraft, obra perteneciente al Ciclo de aventuras de Randolph Carter o Las tierras del sueño.

## Resumen
Este es uno de los pocos dioses de los mitos de Lovecraft que puede actuar libremente, pues la mayoría se encuentran dormidos, encerrados o limitados de alguna forma. Su conducta es extraña (incluso se podría decir que más humana) si se la compara con la de los otros seres lovecraftianos. Es de los pocos que puede ofrecer algún servicio útil a sus sirvientes humanos, tiene sus propios objetivos y suele manipular a los humanos para alcanzarlos. Incluso puede parecer humano y suele servirse de nuestro lenguaje, como ocurre en el cuento Nyarlathotep (1920). Para él, también, es más interesante causar locura y sufrimiento que simple destrucción.
Es el emisario de los Otros Dioses y sirviente de Azathoth: todo lo que este le pida será llevado a cabo al instante por Nyarlathotep.
Se sabe que es capaz de aparecer en mil avatares diferentes, y nunca se han podido listar todas sus formas.

## Nyarlathotep en Lovecraft

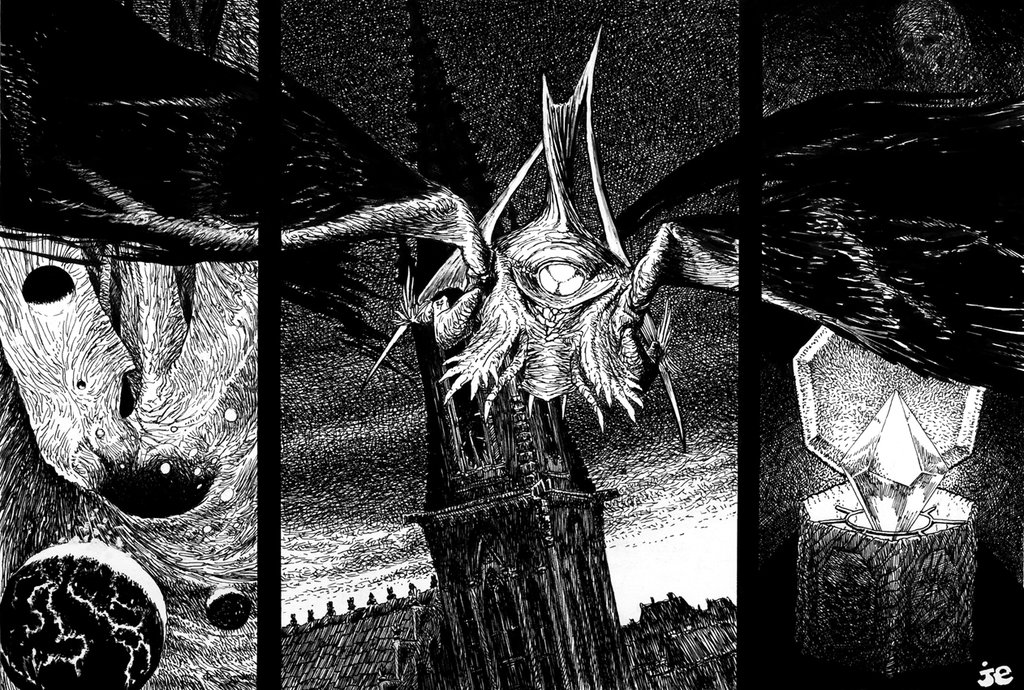
Nyarlathotep y el Trapezoedro Resplandeciente en El que acecha en la oscuridad (The Haunter of the Dark, 1935). Ilustración de Ernő Juhász.

Nyarlathotep apareció por primera vez en el relato corto homónimo que Lovecraft escribió en 1920, donde es descrito como un "hombre alto y oscuro" que se parece a un faraón egipcio. En esta historia vaga por la tierra, aparentemente reuniendo legiones de seguidores mediante sus milagros y sus extraños instrumentos mágicos, el narrador del relato entre ellos. Estos seguidores pierden la consciencia del mundo que los rodea, y a través del relato el lector percibe cómo el propio autor cae en el mismo estado. La historia termina cuando el narrador se convierte en un soldado del ejército de Nyarlathotep.
Nyarlathotep (al que a menudo se llama "El Caos Reptante") aparece posteriormente como un personaje principal de La búsqueda en sueños de la ignota Kadath (1926-1927), en el que de nuevo se manifiesta como faraón egipcio cuando se enfrenta al protagonista Randolph Carter.
El soneto 21.º de los poemas de Lovecraft Hongos de Yuggoth (1929-1930) -que no deben ser confundidos con los Mi-go de El que susurra en la oscuridad- está dedicado a Nyarlathotep y en esencia es una versión poética del relato corto Nyarlathotep.
Finalmente en El que acecha en la oscuridad (1936), el monstruo de alas de murciélago, con tentáculos y que habita en la oscuridad en el desván de la iglesia de la secta de Starry Wisdom es considerada otra forma o manifestación de Nyarlathotep.
Aunque como personaje Nyarlathotep aparece tan solo en cuatro relatos y un soneto de Lovecraft (más que cualquier otro Primigenio o dios), su nombre es mencionado con frecuencia en muchos otros. Por ejemplo en El que susurra en la oscuridad (1930-1931), el nombre de Nyarlathotep es pronunciado con frecuencia por los hongos de Yuggoth en un ritual o alabanza, indicando que lo adoran u honran de alguna forma.
A pesar de las similitudes de tema y nombre, Nyarlathotep no aparece en El Caos Reptante (1920-1921), un relato apocalíptico escrito en colaboración con Elizabeth Berkeley.

## Inspiración

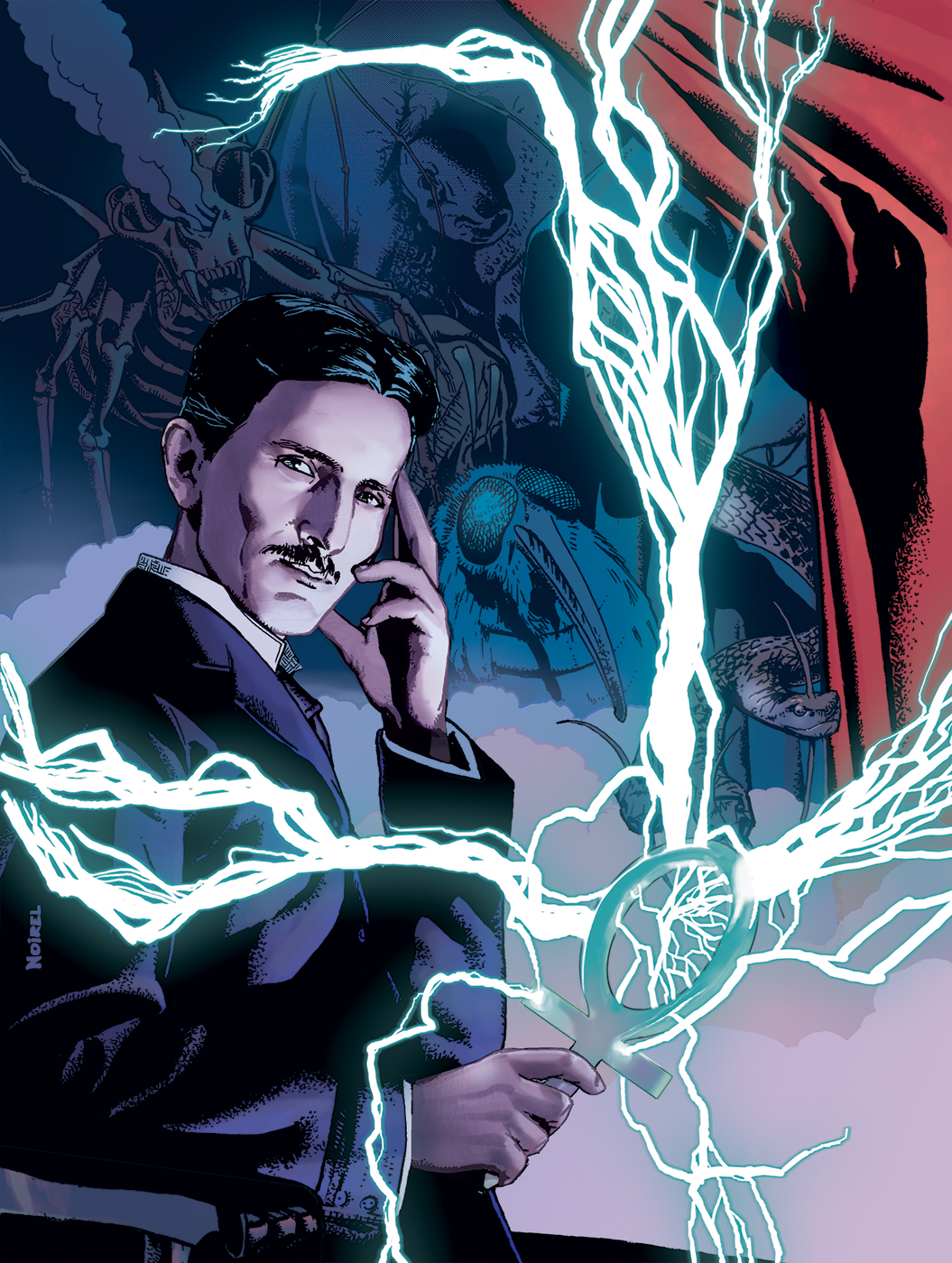
Nyarlathotep en la apariencia de Nikola Tesla en la historieta de Rotomago y Julien Noirel, adaptación del poema en prosa Nyarlathotep (1920) de Lovecraft.

En una carta de 1921 a Reinhardt Kleiner, Lovecraft le relató un sueño que había tenido -descrito como "la pesadilla más horrible y realista que he tenido desde los diez años"- que sirvió como base para su poema en prosa Nyarlathotep. En el sueño, recibía una carta de su amigo Samuel Loveman en la que este le decía:
«No dejes de ver a Nyarlathotep si viene a Providence. Es horrible -más horrible de lo que te puedas imaginar- pero maravilloso. Te atrapa durante horas. Todavía tiemblo al recordar lo que me mostró.»
Lovecraft comentó:

«Nunca había oído el nombre Nyarlathotep anteriormente, pero parecí comprender la alusión. Nyarlathotep era una especie de showman o conferenciante ambulante que realizaba espectáculos públicos en los que extendía el terror y la discusión en sus exhibiciones. Estas exhibiciones consistían de dos partes -primero, una horrible y posiblemente profética historia cinemática y posteriormente experimentos extraordinarios con aparatos científicos y eléctricos. Cuando recibí la carta, me pareció recordar que Nyarlathotep ya estaba en Providence... y me pareció recordar que algunas personas ya me habían hablado de los horrores y me advirtieron que no me acercara... pero la carta de Loveman terminó por decidirme. Mientras dejaba la casa vi multitudes de hombres, pululando en la noche, todos susurrando y dirigiéndose en una dirección. Les acompañé, temeroso pero fascinado por acudir a ver y oír al gran, oscuro e impronunciable Nyarlathotep.»

Will Murray sugiere que esta imagen onírica de Nyarlathotep puede haber sido inspirada por el inventor Nikola Tesla, cuyas conferencias multitudinarias ofrecían experimentos extraordinarios con aparatos eléctricos y al que algunos consideraban una figura siniestra.
Robert M. Price sugiere que el nombre de Nyarlathotep pudo haber sido subconscientemente sugerido a Lovecraft por dos nombres inventados por Lord Dunsany, un autor al que él admiraba: Alhireth-Hote, un falso profeta de Los dioses de Pegãna y Mynarthitep, un dios descrito como "furioso" en su El Lamento de la Búsqueda.

## Sus avatares
A continuación se da una lista de sus formas, junto con la región en la que suele verse, y notas extras. Las formas han sido extraídas de las historias publicadas, del juego de rol La Llamada de Cthulhu y de fuentes no oficiales.

### A-G
| Forma                                          | Región               | Descripción | Notas |
| ---------------------------------------------- | -------------------- | --- | --- |
| El Acechador entre las Estrellas               | ?                    | ? | — |
| El Antiguo                                     | ?                    | ? | — |
| Amo del Desierto                               | ?                    | ? | — |
| Athu                                           | Congo                | Masa de tentáculos dorados                                                                                              | Su culto está formado por gente maltratada, llevada a la demencia. Las mutilaciones son comunes. En el presente es similar al vudú. Se lo puede convocar por medio de un brazalete dorado |
| El Aullador a la luna, el Aullador en la Noche | ?                    | Es como el Dios de la Lengua Sangrienta                                                                                 | — |
| Barón Samedi                                   | El Caribe            | Un hombre negro con tatuajes de esqueleto por todo el cuerpo, lleva un taparrabos blanco y una chistera del mismo color | Esta forma es adorada por los cultos del Vudú en el Caribe, también por los nigromantes creadores de zombis. |
| La Bestia                                      | Egipto               | Aparece a través de la Esfinge                                                                                          | Esta forma es reverenciada por la Hermandad de la Bestia. Nyarlathotep solo puede formar este avatar en un lugar específico de Egipto. |
| Cabra de muchas piernas                        | ?                    | ? | — |
| La Cosa con la Máscara Amarilla                | Tierra de los Sueños | Una criatura vestida en seda blanca y con una máscara amarilla                                                          | Se cree que Nyarlathotep solo se manifiesta en esta forma en la ciudad de 'Ygiroth, en las tierras de los sueños. Algunos creen que es el único habitante de un monasterio en la Meseta de Leng |
| Criatura de la Tierra                          | ?                    | ? | — |
| El Demonio Negro                               | —                    | Es una bestia grande y peluda, con hocico. Teme a la luz, pero esta no le daña.                                         | Aunque algunos talismanes ayudan a controlarlo, existe el riesgo de que el invocador sea atacado. |
| El Demonio Oscuro                              | —                    | Similar al demonio negro                                                                                                | Los estudiantes de las artes negras suelen ser contactados por este avatar. Les promete poder a cambio de poseer su cuerpo, pero no suele cumplir su promesa. |
| Dios Antiguo                                   | Congo                | ? | — |
| Dios de la Lengua Sangrienta                   | Todo el mundo        | Es un monstruo gigantesco con un tentáculo rojo en lugar de cara                                                        | Esta forma es venerada por el Culto de la Lengua Sangrienta |
| El de los ojos del infierno                    | Innsmouth            | Es un señor con gabardina, flaco y con los ojos de color amarillo                                                       | — |
| Dios del Desierto                              | ?                    | ? | — |
| El Dios sin rostro                             | Antiguo Egipto       | Una esfinge sin rostro                                                                                                  | Posee la habilidad de enviar a sus adoradores atrás en el tiempo. Tiene estatuas en su honor diseminadas por todo el desierto de Egipto (algunas casi completamente enterradas en la arena): los beduinos conocen su ubicación aproximada y las evitan a toda costa, pues suelen causar locura y muerte a quien trate de profanarlas. |
| Efigie de Odio                                 | África               | Una criatura alada que se manifiesta a través de un tótem de guerra                                                     | — |
| El Faraón Negro                                | Egipto               | Aparece como un faraón egipcio vestido con una túnica clara.                                                            | La Hermandad del Faraón Negro lo venera en esta forma. |
| El Gran Mensajero                              | Todo el mundo        | ? | — |

### H-N
| Forma                                         | Región                                                   | Descripción | Notas |
| --------------------------------------------- | -------------------------------------------------------- | --- | --- |
| El Habitante de la Oscuridad                  | Los bosque de N'Gai, en algún lugar del norte de América | Aparece como un horrible gigante con un tentáculo en lugar de rostro                                                                                | Es similar al dios de la lengua sangrienta. |
| El Hombre Blanco                              | Nueva Inglaterra                                         | Es un hombre rubio con una túnica blanca y brillante                                                                                                | — |
| El Hombre Astado                              | Celtas                                                   | Aparece como un hombre con cuernos de ciervo | Solo se puede ver bajo el efecto de ciertas drogas alucinógenas. |
| El Hombre Negro                               | Inglaterra                                               | Es un hombre con pezuñas, lampiño | Es venerado por brujas, es invocado en aquelarres |
| El Hombre Tic-Tac                             | Cualquier civilización con tecnología avanzada           | Una pieza de tecnología atrasada en relación con el periodo de tiempo                                                                               | Se suele encontrar en razas muy avanzadas o que reemplazaron la religión con la tecnología. Suele ser un objeto muy antiguo. Se cree que fue él quien dio a los humanos la clave para la bomba atómica.                                                                        |
| El Hombre Verde                               | Celtas                                                   | Aparece como una efigie animada de un hombre hecha de algo parecido a plantas.                                                                      | — |
| Horror Esquelético                            | Egipto                                                   | Se manifiesta como un esqueleto de 7 metros con la cabeza de un anciano con la cara del revés.                                                      | — |
| El Horror Flotante                            | Haití                                                    | Aparece como un ser similar a una medusa azulada, con venas rojas                                                                                   | — |
| La Laguna de Oscuridad                        | Druidas                                                  | ? | Fue adorado hace miles de años por un pequeño culto druídico |
| El León Negro, Destructor de Egipto           | ?                                                        | ? | — |
| L'rog'g (o Lrogg), Dios Murciélago de L'gy'xh | El planeta L'gy'xh                                       | Es un murciélago de dos cabezas | Es adorado por los habitantes cúbicos de L'gy'xh, y por un grupo de Shan renegados |
| Maestro del Mal                               | ?                                                        | ? | — |
| Mensajero de los Antiguos                     | —                                                        | Una enorme masa negra que repta sobre el cielo | Solo se manifiesta así durante momentos de importancia cósmica, como el despertar de Cthulhu |
| Mensajero Nocturno                            | Toda Asia                                                | Aparece con forma de cuerpo humanoide de piel gris y seca, con tres tentáculos saliéndole de la barbilla y con alas de murciélago                   | — |
| Mensajero Oscuro de Karneter                  | ?                                                        | ? | — |
| El Morador en la Oscuridad                    | Australia; Providence, Rhode Island; Yuggoth             | Una inmensa criatura parecida a un murciélago, con un solo ojo trilobular, que parece poder matar solo del miedo que causa. Es destruido por la luz | Su más importante culto es la Iglesia de la Sabiduría Estrellada, que lo invoca a través del Trapezoedro Resplandeciente. Es adorado por algunos nativos. Otros nombres de este avatar son Devorador de Rostros, Padre de los Murciélagos, el Ala Negra y Murciélago de Arena. |
| Mr. Skin (Sr. Piel en inglés)                 | Los Ángeles                                              | Una indistinguible imitación de un proxeneta afroamericano                                                                                          | Se lo asocia con ciertos seguidores de Shub-Niggurath |
| La Mujer Abotargada                           | China                                                    | Aparece como una mujer morbosamente obesa, con cinco bocas y múltiples tentáculos                                                                   | Se esconde detrás del abanico negro, para ocultar su aspecto de sus víctimas |
| Narla                                         | Todo el mundo                                            | Un ser de realidad virtual | — |
| El Negro                                      | ?                                                        | ? | — |
| Niebla Reptante                               | Tierras de los Sueños                                    | Una niebla pútrida y viviente | — |

### O-Z
| Forma                                  | Región                | Descripción | Notas |
| -------------------------------------- | --------------------- | --- | --- |
| El Ojo que todo lo ve                  | Todo el mundo         | Un ojo mirando generalmente hacia abajo, puede estar representado en un triángulo como en el billete de un dólar                                         | Es usado generalmente como símbolo de los masones y egipcios.                                                 |
| El Oscuro                              | California, Luisiana  | Es un hombre de color negro azabache, de 2,4 metros, sin rostro, que posee la capacidad de atravesar cualquier barrera física.                           | — |
| Padre del Millón de favorecidos        | ?                     | ? | — |
| El Pequeño Reptante                    | India                 | Un pequeño humano con cuatro brazos y tres tentáculos por piernas                                                                                        | Se lo describe en el Cthaat Aquadingen, y posee un pequeño culto en la India                                  |
| Piscina de boda                        | Cochabamba            | Es similar a cualquier piscina, solo que se manifiesta cuando se celebra bodas insignificantes de gente insignificante. Posee un velo de novia en medio. | Este avatar es en realidad una sátira. Nunca es mencionado en los Mitos o juegos de rol basados en estos.     |
| El Portador de Pestes                  | Egipto                | Es una nube sobrenatural de langostas | Tenía seguidores en la vigésima dinastía. Ahora los tiene entre los Caballeros del Amanecer Plateado.         |
| El Príncipe de la más oscura Oscuridad | ?                     | ? | — |
| El Retorcedor Lamentante               | ?                     | Una columna de tentáculos que se retuercen y bocas que gritan.                                                                                           | No se le conoce ningún culto.                                                                                 |
| La Reina Roja                          | Todo el mundo         | Una hermosa mujer vestida de rojo capaz de transformarse en una bestia horrible con garras, guadaña y cabello de serpientes.                             | No se le conoce ningún culto.                                                                                 |
| Set                                    | Egipto                | Hombre con cabeza de oso hormiguero | Este avatar es adorado por la Majestuosa Orden del Gran Oscuro, y en el pasado en Egipto                      |
| Shugoran                               | Malasia               | Aparece como un ser antropomorfo negro, tocando un cuerno                                                                                                | Esta forma es adorada por los Tcho-tcho. Suelen invocarlo para castigar ofensores                             |
| Simio Ciego de la Verdad               | ?                     | ? | — |
| El Ser Sin Piel, Xipe Tótec            | Medio Oriente, México | Es un cadáver desollado | Se lo adoró en Turquía, y los Aztecas lo adoraban bajo el nombre de Xipe Totec ["Nuestro despellejado señor"] |
| Tezcatlipoca                           | México                | Un hombre de piel negra con un espejo humeante | Era una deidad prominente entre los Aztecas                                                                   |
| El Viento Negro                        | Kenia                 | Se manifiesta como una tormenta destructora | — |